# Jean-Nicolas Lémon
Jean-Nicolas Lémon (né à Belleville le 22 mai 1817 et mort à Paris 9e le 9 janvier 1895) est un horticulteur et obtenteur français.

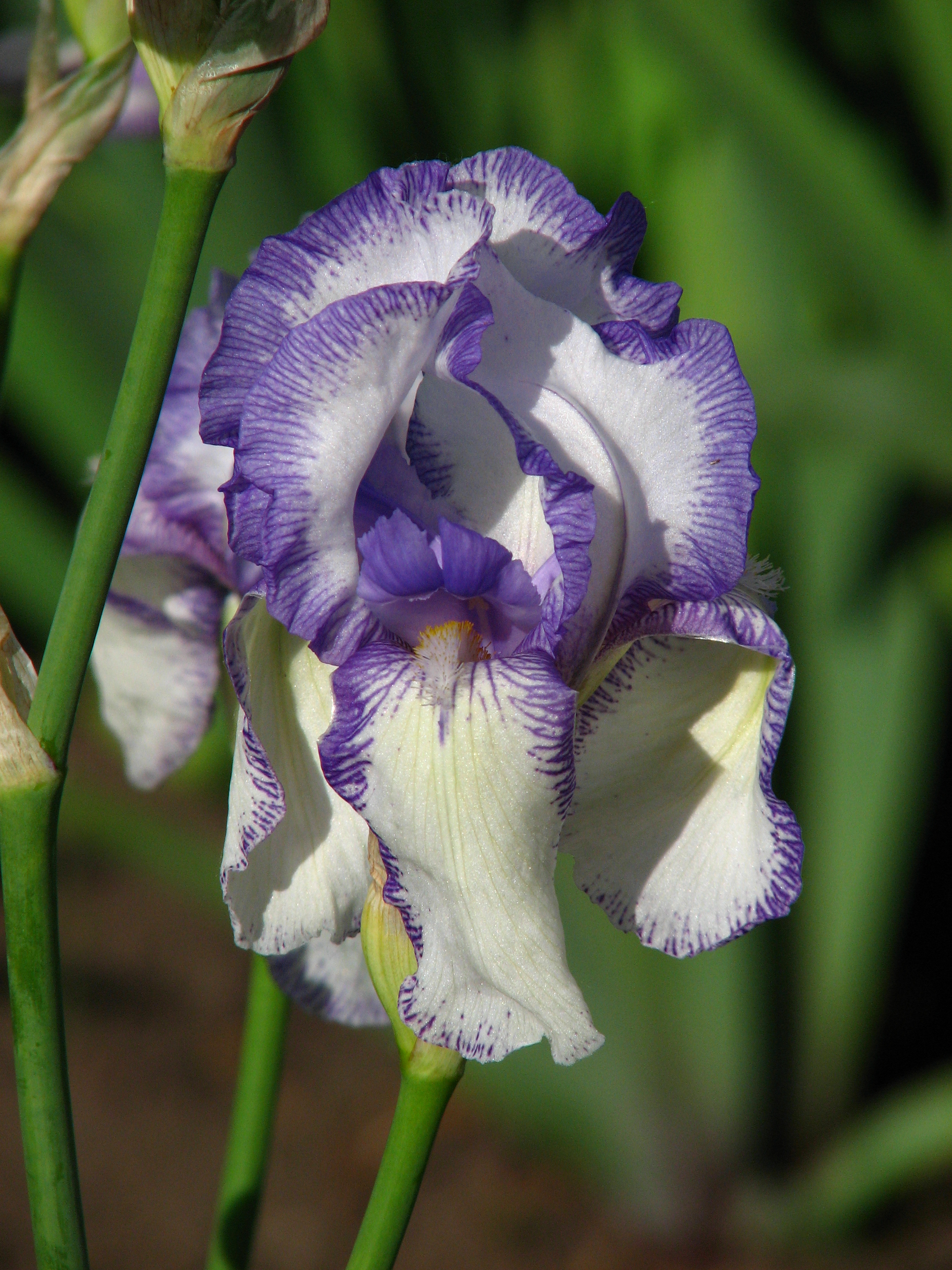
L'iris de jardin "Mme Chéreau" (1844) fut la plus célèbre création de Jean-Nicolas Lémon

Nicolas Lémon (1787-1837), son père, était propriétaire d'une maison dans une rue de Belleville (alors commune indépendante de Paris) lorsqu'elle fut baptisée à son nom "rue Lemon". Il dirigeait une pépinière au 3 rue Denoyez située tout près et fut l'importateur du géranium d'Afrique du Sud en France.
Jean-Nicolas Lémon n'avait que 19 ans à la mort de son père. Il reprit la pépinière et devint un des premiers obtenteurs et producteurs d'iris de jardin en Europe en hybridant entre eux iris sambucina, iris variegata, iris aphylla subsp. hungarica et iris pallida. Il obtint vite une centaine de variétés différentes.
Ses affaires progressèrent vite grâce à une idée simple : nommer les cultivars créés avec des noms communs et non des noms latins comme c'était l'usage à l'époque. Ses premiers cultivars portaient encore des noms latins (Honorabile, Jacquesiana) mais sa plus célèbre création fut nommée "Mme Chéreau" en 1844. L'idée était que ses clients puissent plus facilement mémoriser les noms de ses créations.